# Dronning Louise
Dronning Louise är en äppelsort vars ursprung är Danmark. Äpplet blev insänt till det danske Haveselskab år 1889 av herr Chr. Ravn, Landlyst, Vordingborg, Danmark. Äpplet var en kärnsådd från ett äldre träd (även detta en kärnsådd) i hans föräldrars trädgård (Hulemose, Vordingborg). Äpplet blev tilldelat haveselskabets certifikat av första klassen. Äpplet är relativt litet, och äpplet mognar i januari, och håller sig vid bra förvaring långt fram på våren. Äpplet är främst ett ätäpple, och äpplen som pollineras av Dronning Louise är bland annat Filippa, Gul Richard, Oranie och Signe Tillisch. I Sverige odlas Dronning Louise gynnsammast i zon 1-2.
Normal skördetid i zon 1 15/10.[källa behövs]
Bissmark plantskola i Halmstad introducerade sorten i Sverige år 1899.